# 所沢市立美原小学校
所沢市立美原小学校（ところざわしりつ みはらしょうがっこう）は、埼玉県所沢市並木にある公立小学校。

## 沿革
近隣の同市立伸栄小学校･明峰小学校の児童数増加の解消のため、新設小学校として開校した。
年表
- 1975年（昭和50年）4月1日 - 開校。
  - 4月8日 - 開校式（20学級733名、教員数28名）
  - 10月15日 - 校章制定
- 1976年（昭和51年）3月31日 - 第2期工事により特別教室･体育館が完成
  - 10月23日 - 校歌制定
- 1977年（昭和52年）7月12日 - プール完成
- 1979年（昭和54年）4月19日 - 美原山完成

- 2004年（平成16年）12月4日 - 開校30周年記念式典挙行
- 2014年（平成26年） - 開校40周年記念事業を予定

## 教育目標
- 自ら学び 心豊かでたくましい子の育成

考える子　思いやりのある子　元気な子

## 校歌
- 美原小学校校歌　作詞：田口豊蔵　作曲：福田みゆき　編曲：佐藤元彦

## 通学区域
- 松葉町
- 美原町1〜5丁目
- 北所沢町
- 弥生町
- 並木4・5丁目[1]

## 交通アクセス
- 西武新宿線 新所沢駅東口より約600m。

## 進学先中学校
- 所沢市立美原中学校